# دومينيكو بيراردي
دومينيكو بيراردي (بالإيطالية: Domenico Berardi)‏ (المولود 1 أغسطس 1994) هو لاعب كرة قدم إيطالي يلعب حاليًا لنادي ساسولو ومنتخب إيطاليا تحت 21 سنة كمهاجم.

## روابط خارجية
- دومينيكو بيراردي على موقع الاتحاد الدولي (مؤرشف)  (الإنجليزية)
- دومينيكو بيراردي على موقع الاتحاد الأوربي (الإنجليزية)
- دومينيكو بيراردي على موقع إي إس بي إن إف سي (الإنجليزية)
- دومينيكو بيراردي على موقع قاعدة بيانات كرة القدم.إي يو (الإنجليزية)
- دومينيكو بيراردي على موقع ليكيب (الفرنسية)
- دومينيكو بيراردي على موقع ناشيونال فوتبول تيمز (الإنجليزية)
- دومينيكو بيراردي على موقع Soccerbase.com (لاعب) (الإنجليزية)
- دومينيكو بيراردي على موقع Soccerway.com (الإنجليزية)
- دومينيكو بيراردي على موقع عالم كرة القدم.نت (الإنجليزية)
- دومينيكو بيراردي على موقع AS.com (الإسبانية)